# 18è Festival Internacional de Cinema de Canes
El 18è Festival Internacional de Cinema de Canes es va dur a terme del 3 al 16 de maig de 1965. Olivia de Havilland esdevingué la primera dona president del jurat.
El Grand Prix du Festival International du Film fou atorgat a The Knack …and How to Get It de Richard Lester. El festival va obrir amb The Collector, de William Wyler i va tancar amb Tōkyō Orinpikku, de Kon Ichikawa.

## Jurat

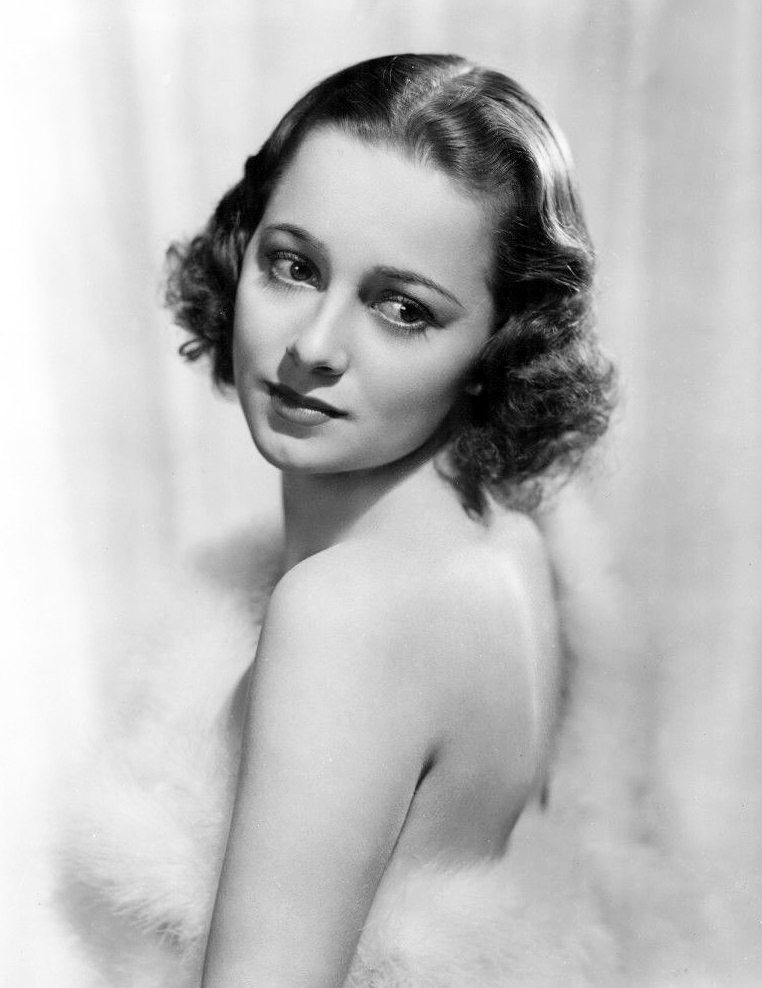
Olivia de Havilland, President del jurat

Les següents persones foren nomenades per formar part del jurat en la competició de 1965:
Pel·lícules
- Olivia de Havilland (EUA) President
- André Maurois (França) President honorari
- Goffredo Lombardo (Itàlia) Vice President
- Max Aub (Mèxic)
- Michel Aubriant (França) (periodista)
- Rex Harrison (GB)
- François Reichenbach (França)
- Alain Robbe-Grillet (França)
- Konstantin Simonov (URSS)
- Edmond Ténoudji (França)
- Jerzy Toeplitz (Polònia)

Curtmetratges
- Gérardot (França) President
- Istvan Dosai (Hongria) (Cinematografia oficial)
- Herman van der Horst (Països Baixos)
- Jacques Ledoux (Bèlgica)
- Carlos Vilardebó (França)

## Selecció oficial

### En competició - pel·lícules
Les següents pel·lícules competien pel Grand Prix International du Festival:
- La 317ème section de Pierre Schoendoerffer
- Tarahumara (Cada vez más lejos) de Luis Alcoriza
- Fifi la plume de Albert Lamorisse
- Clay de Giorgio Mangiamele
- The Collector de William Wyler
- Az Életbe táncoltatott leány de Tamás Banovich
- Pierwszy dzien wolnosci d'Aleksander Ford
- Padurea spânzuratilor de Liviu Ciulei
- Al Haram de Henry Barakat
- The Hill de Sidney Lumet
- The Ipcress File de Sidney J. Furie
- The Knack …and How to Get It de Richard Lester
- Kwaidan de Masaki Kobayashi
- Zhavoronok de Nikita Kurikhin i Leonid Menaker
- Älskande par de Mai Zetterling
- Noite Vazia de Walter Hugo Khouri
- Il momento della verità de Francesco Rosi i Antonio Levesi Cervi
- Mitt hem är Copacabana de Arne Sucksdorff
- El Reñidero de René Múgica
- Obchod na korze de Ján Kadár and Elmar Klos
- El juego de la oca de Manuel Summers
- Zhili-byli starik so starukhoj de Grigori Chukhrai
- Goreshto pladne de Zako Heskija
- Prodosia de Kostas Manoussakis
- Los pianos mecánicos de Juan Antonio Bardem
- Yo Yo de Pierre Étaix

### Pel·lícules fora de competició
Les següents pel·lícules foren seleccionades per ser exhibides fora de la competició:
- Amsterdam de Herman Van Der Horst
- Le Cinquième Soleil de Jacqueline Grigaut-Lefevre
- In Harm's Way d'Otto Preminger
- John F. Kennedy: Years of Lightning, Day of Drums de Bruce Herschensohn
- Mary Poppins de Robert Stevenson
- Tōkyō Orinpikku de Kon Ichikawa

### Curtmetratges en competició
Els següents curtmetratges competien per Palma d'Or al millor curtmetratge:
- Aah... Tamara de Pim de la Parra
- Anamniseis apo tin Ellada de Francis Carabott
- Asinus de Vasil Mirchev
- Au bord de la route de Chou-Tchen Wang
- Ban ye ji jiao de Yeou Lei
- Le Crocodile majuscule d'Eddy Ryssack
- Évariste Galois d'Alexandre Astruc
- Féerie du cuivre de Herbert E. Meyer
- I videl sam daljine meglene i kalne de Zlatko Bourek
- Johann Sebastian Bach: Fantasy in G minor de Jan Švankmajer
- Los Junqueros d'Oscar Kantor
- The Legend of Jimmy Blue Eyes de Robert Clouse
- Monsieur Plateau de Jean Brismée
- Noworoczna noc de Jerzy Zitzman
- Ohrid Express de Jean Dasque i Robert Legrand
- Overture de János Vadász
- Petrol-Carburant-Kraftstoff d'Hugo Niebeling
- Poprannii obet de Guénrikh Markarian
- Processioni in Sicilia de Michele Gandin
- Sanawat el magd d'Atef Salem

## Secció paral·lela

### Setmana Internacional de la Crítica
Les següents persones foren seleccionades per ser exhibides en la 4a Setmana Internacional de la Crítica (4e Semaine de la Critique):
- Amador de Francisco Regueiro
- Andy de Richard C. Sarafian
- Le chat dans le sac de Gilles Groulx
- La cage de verre de Philippe Arthuys, Jean-Louis Levi-Avarès ,
- Hor B'Levana de Uri Zohar
- It Happened Here de Kevin Brownlow, Andrew Mollo
- Walkower de Jerzy Skolimowski
- Démanty noci de Jan Nemec
- Passages from James Joyce's Finnegans Wake de Mary Ellen Bute

## Premis

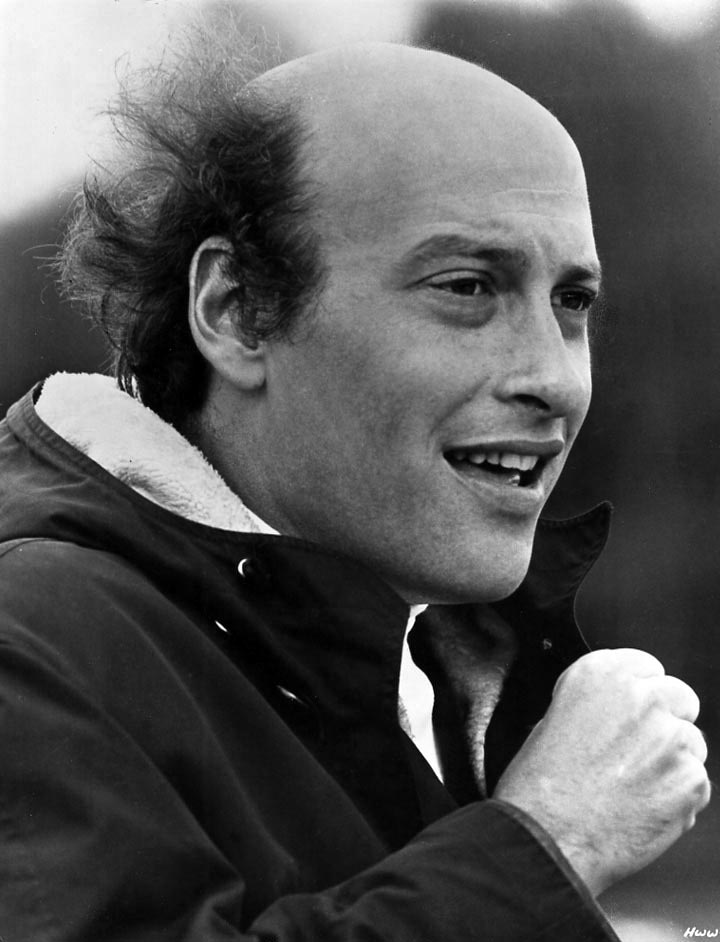
Richard Lester, guanyador del Grand Prix

### Premis oficials
Els guardonats en les seccions oficials de 1965 foren:
- Grand Prix du Festival International du film: The Knack …and How to Get It de Richard Lester
- Premi especial del jurat: Kwaidan de Masaki Kobayashi
- Millor Director: Liviu Ciulei per Pădurea spânzuraţilor)
- Millor guió:
  - Pierre Schoendoerffer per La 317e Section)
  - Ray Rigby per The Hill
- Millor actriu: Samantha Eggar per The Collector
- Millor actor: Terence Stamp per The Collector
- Menció especial per actors:[5]
  - Jozef Kroner i Ida Kaminska per la seva actuació a Obchod na korze
  - Vera Kuznetsova per la seva actuació a Zhili-byli starik so starukhoj

Curtmetratges
- Grand prix du Jury: Overture fr János Vadász
- Prix du Jury: Johann Sebastian Bach: Fantasy in G minor fr Jan Švankmajer
- Prix spécial du Jury: Monsieur Plateau de Jean Brismée
- Premi tècnic del curtmetratge: Ban ye ji jiao de Yeou Lei i Overture de János Vadász

### Premis Independents
FIPRESCI
- Premi FIPRESCI: Tarahumara (Cada vez más lejos) de Luis Alcoriza

Commission Supérieure Technique
- Gran Premi Tècnic:
  - Fifi la plume d'Albert Lamorisse
  - Az Életbe táncoltatott leány de Tamás Banovich
- Menció especial: The Knack …and How to Get It de Richard Lester

Premi OCIC
- Premi OCIC: Yo Yo de Pierre Étaix

Millor pel·lícula per la joventut
- Los Junqueros d'Oscar Kantor
- Yo Yo de Pierre Étaix